# غيثة مزور
غيثة مزور، وزيرة منتدبة، لدى رئيس الحكومة عزيز أخنوش، مكلفة بالانتقال الرقمي وإصلاح الإدارة، عينة باسم حزب الأصالة والمعاصرة. حصلت مزور على درجة الماجستير من مدرسة البوليتكنيك الفيدرالية في لوزان في سويسرا والدكتوراه من جامعة كارنيجي ميلون في فيلادلفيا.
غيتة مزور هي باحثة زائرة في UMIACS وأستاذة مساعدة في علوم الكمبيوتر واللوجستيات في الجامعة الدولية بالرباط في المغرب، تستخدم مزور تقنيات علم البيانات لمعالجة المشاكل ذات التأثير المجتمعي القوي. لقد استخدمت هذا النهج لدراسة الأمن السيبراني وإمكانية توظيف الشباب. وبشكل أكثر تحديدًا، تدرس آثار العوامل الاجتماعية والتكنولوجية العالمية على الهجمات الإلكترونية في جميع أنحاء العالم.
كما عملت الوزيرة مزور كرئيسة لبرنامج المؤتمر الدولي السادس عشر للأنظمة الذكية الهجينة، وهي محررة مشاركة في التطبيقات الهندسية للذكاء الاصطناعي.